# Gliniszcze (rejon baranowicki)
Gliniszcze (biał. Глінішча, ros. Глинище) – wieś na Białorusi, w obwodzie brzeskim, w rejonie baranowickim, w sielsowiecie Małachowce.

## Geografia
Położona jest 5,5 km od centrum administracyjnego sielsowietu Małachowce (Mirny), 5 km od najbliższego miasta (Baranowicze), 192 km od centrum administracyjnego obwodu (Brześć), 138 km od Mińska.
W roku 2019 w miejscowości znajdowało się 29 gospodarstw.

## Demografia
W roku 2019 miejscowość liczyła sobie 57 mieszkańców, w tym 28 w wieku produkcyjnym.